# منتصف القرن (فلم)
منتصف القرن (بالإنجليزية: Mid-Century) هو فيلم رعب أمريكي لعام 2022، من إخراج سونيا أوهارا، وبطولة وإنتاج بروس ديرن، وستيفن لانغ، وشين ويست. اختتم تصويره في أكتوبر 2021. وتم طرحه في دور العرض والمنصات في 17 يونيو 2022. لماذا لا يوجد شئ عن القصة

## روابط خارجية
- مقالات تستعمل روابط فنية بلا صلة مع ويكي بيانات